# Scolobates ruficeps
Scolobates ruficeps là một loài tò vò trong họ Ichneumonidae.